# Formaggio di soia
Il formaggio di soia è un alimento ricavato dalla cagliatura del latte di soia.

## Storia
Il formaggio di soia è presente da millenni nella tradizione alimentare orientale, dove è chiamato tōfu.
In occidente è stato introdotto negli ultimi decenni in seguito all'affermazione delle diete vegetariane e come alternativa ai formaggi tradizionali per chi non digerisce il latte vaccino o è intollerante al lattosio.
Per adattarsi ai gusti occidentali, alcuni produttori hanno iniziato a produrre varietà di formaggi di soia molto diverse dal tōfu, imitando la forma, la consistenza ed il sapore di formaggi tradizionali come emmenthal, tome e persino gorgonzola.

## Cucina
Il formaggio di soia è usato nelle diete vegane poiché è un alimento di sola origine vegetale e poiché è ricco di calcio, ferro e vitamine B1, B2 e B3; caratteristiche che lo rendono un ingrediente adatto in caso di difficoltà a digerire i latticini o di intolleranza al lattosio.
Inoltre è un alimento usato spesso nelle diete ipocaloriche poiché ricco d'acqua, povero di sodio e poco calorico: 100 g di tōfu apportano circa da 80-100 calorie (tōfu giovane) fino ad un massimo di 175 (tōfu marinato), meno di quasi qualsiasi altro formaggio di latte.